# 1760 w literaturze
Wydarzenia literackie w 1760 roku.

## Nowe książki
- zagraniczne
  - Laurence Sterne – Tristram Shandy
  - James Macpherson – Pieśni Osjana